# Acacia ebutsiniorum
Acacia ebutsiniorum é uma espécie de leguminosa do gênero Acacia, pertencente à família Fabaceae.